# Carl Gottlieb Thiele
Carl Gottlieb Thiele  (* 7. September 1741 in Meißen; † 7. Januar 1811 ebenda) war ein deutscher Porzellanmaler.

## Leben
Carl Gottlieb Thiele war der Sohn des Porzellanmalers Carl Christoph Thiele. Wie sein Vater war er an der  Meißner Porzellanmanufaktur tätig und war dort seit 1758 als Blumen- und Pflanzenmaler angestellt. Seine botanischen Ansichten in Aquarellen führten dazu, dass er als Gehilfe des „botanischen Hofmalers“ Jacob Friedrich zeitweilig vom sächsischen Kurfürsten in Pillnitz beschäftigt wurde.
Sein Sohn Carl Heinrich Thiele (* um 1780 in Meißen) malte besonders Blumenstücke in Aquarell und zeichnete historische Szenen in Tusche oder Sepia.